# کندرهو (بخش)
کندرهو (به لاتین: Kandreho) یک بخش‌های ماداگاسکار در ماداگاسکار است که در بتسیبوکا واقع شده‌است.